# Prins Frederikkazerne
De Prins Frederikkazerne is een voormalige kazerne op de Amelandsdwinger in Leeuwarden in de Nederlandse provincie Friesland.

## Geschiedenis
Het gebouw aan de oostzijde van de Leeuwarder binnenstad werd in 1829 gebouwd naar ontwerp van stadsbouwmeester G. van der Wielen. Op donderdagavond 19 juni 1860 ging het gebouw in vlammen op bij een grote brand.
 Na deze brand werd het pand in 1863 herbouwd. Het is een vierkant gebouw opgetrokken in rode en gele baksteen. Nadat eerst Defensie het gebouw verlaten had, is na een paar jaar en een spectaculair kraakprotest in 1981 begonnen met de verbouwing. In het complex zijn 197 woningen tot stand gekomen voor een- en tweepersoons huishoudens, woongroepen en mindervaliden. De kazerne is van buiten zo veel mogelijk in de oude staat gelaten, met iets meer glas in de pui. Van binnen zijn de gangen en trappen met rood en blauw opgevrolijkt. Het gebouw is een rijksmonument. In de kazerne wonen voornamelijk studenten.